# Теодора Цезарејска
Преподобна Теодора Кесаријска је хришћанска светитељка.
После многих подвига у манастиру Свете Ане умрла је 755. године.
Српска православна црква слави је 30. децембра по црквеном, а 12. јануара по грегоријанском календару.